# Eicochrysops sanguigutta
Eicochrysops sanguigutta is een vlinder uit de familie van de Lycaenidae. De wetenschappelijke naam van de soort is voor het eerst gepubliceerd in 1879 door Paul Mabille.
De soort komt voor in de bossen van de Comoren en van Madagaskar.